# La lección de tango
La lección de tango (en anglès The Tango Lesson) én una pel·lícula franco-germànic-argentina de 1997 de la directora britànica Sally Potter. És una pel·lícula semiautobiográfica protagonitzada per Potter i Pablo Verón, sobre el tango argentí.
La pel·lícula, una coproducció de l'Argentina, França, Alemanya, Països Baixos i el Regne Unit, va ser produïda per Christopher Sheppard, a Gran Bretanya i Oscar Kramer a l'Argentina i va ser rodada en la seva majoria en blanc i negre en París i Buenos Aires. La banda sonora inclou Mi Buenos Aires querido de Carlos Gardel, Libertango de Astor Piazzolla, La yumba d'Osvaldo Pugliese, entre altres temes.

## Sinopsi
Sally, una cineasta i guionista que pateix un bloqueig d'escriptor, està insatisfeta amb el seu projecte cinematogràfic, un misteri d'assassinat anomenat   Rage, que inclou la indústria de la moda. Prenent una pausa, viatja a París, on veu el ballarí Pablo (Pablo Verón) interpretant tango. S'obsessiona amb la dansa i ofereix a Pablo un paper a la seva pel·lícula a canvi de classes de dansa. Els dos s'impliquen profundament com a ballarins i com a amants. La seva intimitat emocional amenaça l'èxit dels seus balls junts. La pel·lícula explora el conflicte entre la ballarina que accepta el protagonisme de l'home a la dansa, mentre que l'home ha d'acceptar el protagonisme de la dona a la pel·lícula. És una història d'amor i un aparador per al ball de Verón.

## Repartiment
- Sally Potter - Sally
- Pablo Verón - Pablo
- Morgane Maugran - Model Vermell
- Géraldine Maillet - Model Groc
- Katerina Mechera - Model Blau
- David Toole - Dissenyador de moda
- George Yiasoumi - Fotògraf
- Michele Parent com a modista
- Claudine Mavros com a modista
- Monique Couturier com a modista
- Matthew Hawkins com a guardaespatlles
- Simon Worgan com a guardaespatlles
- Carolina Iotti com a parella de Pablo
- Zobeida com a Amic de Pablo
- Orazio Massaro com l'amic de Pablo
- Gustavo Naveira com a Gustavo
- Fabian Salas com a Fabian
- Carlos Copello com a Carlos
- María Noel com a directora de cinema
- Gregory Dayton com a executiu de cinema

## Distribució
La pel·lícula es va presentar per primera vegada al Festival de Cinema de Venècia a Itàlia el 29 d'agost de 1997. Una setmana més tard es va projectar al Festival Internacional de Cinema de Toronto al Canadà el 8 de setembre de 1997. La pel·lícula es va projectar en diverses pel·lícules. festivals, com ara: el Festival Internacional de Cinema de Mar del Plata, Argentina; el Festival de Cinema de Reykjavík, Islàndia; el Festival de Cinema d'Istanbul, Turquia; i altres.

## Banda sonora
- Milonga Triste composta per Sebastián Piana i Homero Manzi, interpretada per Hugo Díaz y su Conjunto, gravada a Buenos Aires el 1972.
- Now composta per Sally Potter & Fred Frith, cantada per Sally Potter, gravada a Paris 1996.[4]
- Quejas de bandoneón composta per Juan de Dios Filiberto, interpretada per Aníbal Troilo y su Orquesta típica, gravada a Buenos Aires el 1958.
- Red, yellow, blue composta per Sally Potter & Fred Frith, gravada a Paris el 1996.
- Mi Buenos Aires querido composta per Carlos Gardel and Alfredo Le Pera, cantada per Carlos Gardel, gravada a Nova York el 1934.
- El flete composta per Gerónimo Gradito i Vicente Greco, interpretada per Juan D'Arienzo y su Orquesta Típica, gravada a Buenos Aires el 1936.
- Rage composta per Sally Potter & Fred Frith, cantada per Sally Potter, gravada a Paris el 1996.
- Zum composta per Astor Piazzolla, interpretada per Osvaldo Pugliese y su Orquesta, gravada a Buenos Aires el 1973.
- Amor y celos composta per Miguel Padula & Alfredo F. Roldán, interpretada per Juan D'Arienzo y su Orquesta Típica, gravada a Buenos Aires el 1936.
- Doyna composta per Frank London, David Licht & David Krakauer, interpretada per The Klezmatics, gravada a Nova York el 1994.
- Danse de cuisine composta per Sally Potter & Fred Frith, cantada per Sally Potter, gravada a Paris el 1996.
- Pensalo bien composta per Juan Jose Visiglio, Nola Lopez & Julio Alberto, cantada per Alberto Echague amb Juan D'Arienzo y su Orquesta Típica, gravada a Buenos Aires el 1938.
- La yumba composta per Osvaldo Pugliese, interpretada per Osvaldo Pugliese y su Orquesta, gravada a Buenos Aires el 1946.
- Jacob and the angel composta per Sally Potter & Fred Frith, cantada per Sally Potter, gravada a Paris el 1996.
- Milonga de mis amores composta per Pedro B. Laurenz & José Maria Contursi, interpretada per Juan D'Arienzo y su Orquesta Típica, gravada a Buenos Aires el 1970.
- Gallo ciego, composta per Agustín Bardi, interpretada per Osvaldo Pugliese y su Orquesta, gravada a Buenos Aires el 1959.
- Libertango composta per Astor Piazzolla, interpretada per Astor Piazzolla & orchestra, gravada a Milan el 1974.
- Bahia Blanca composta per Carlos di Sarli, interpretada per Carlos Di Sarli y su Orquesta Típica, gravada a Buenos Aires el 1958.
- I am you, composta per Sebastian Piana & Homero Manzi amb lletres en anglès per Sally Potter, cantada per Sally Potter amb Yo-Yo Ma (cello), Nestor E. Marconi (bandoneó), Antonio Agri (violí), Leonardo D. Marconi (piano) & Horacio Malvicino (guitarra), gravada a Buenos Aires el 1997.
- Libertango (reprise) composta per Astor Piazzolla, interpretada per Yo-Yo Ma (cello), Antonio Agri (violí), Nestor E. Marconi (bandoneó), Horacio Malvicino (guitarra).

## Crítiques
La crítica de cinema de New York Times Janet Maslin, va pensar que la pel·lícula era bastant senzilla i va escriure:
| « | "Encarnant rígidament un cineasta amb una passió creixent pel tango, [Sally Potter] fa d'aquesta una pel·lícula bonica i secament meticulosa, sense foc real més enllà de les seves escenes de ball flexibles. Les lliçons estan numerades i catalogades amb una cura obsessiva com la de Peter Greenaway, però aquest material té poca de la seva corresponent complexitat." | » |

El crític de cinema del Chicago Sun-Times Roger Ebert va comentar a la seva crítica l'objectiu principal de la pel·lícula, escrivint: "La majoria de balls són per a persones que s'estan enamorant. El tango és un ball per a aquells que l'han sobreviscut, i encara estan una mica enfadats per tenir el cor tan mal manejat. "La lección de tango" és una pel·lícula per a persones que entenen aquesta diferència."
Edward Guthmann, de la crítica del San Francisco Chronicle va elogiar la pel·lícula i el coratge del director Potter i va escriure:
| « | "La directora britànica Sally Potter va treure el coll quan va fer La lección de tango, un relat fictici de la seva relació amb el mestre de tango argentí Pablo Veron... Potter pren el que semblava una recepta per la vergonya i l'excés i ofereix una pel·lícula que és dolça i subestimada i sense postures de diva... [la pel·lícula està] dirigida sense problemes, ben escrita i només falla en l'actuació que Potter va poder treure d'ella mentre realitzava les seves múltiples tasques." | » |

No obstant això, Guthmann diu que Potter hauria d'haver seleccionat un altre actor en el seu paper. Afegeix,
| « | "Llavors, és una llàstima que Potter no hagi pogut trobar una manera d'utilitzar una altra actriu per interpretar-se a ella mateixa. Sovint sembla desgastada, cosa que té sentit tenint en compte les seves responsabilitats fora de la pantalla, però treballa en contra de la seva història de festeig i enamorament. i les espurnes emocionals que surten entre dos artistes talentosos i capritxos." | » |

## Premis
Victòries
- Festival Internacional de Cinema de Mar del Plata: Millor Pel·lícula, Sally Potter, 1997.
- National Board of Review: Reconeixement Especial, per excel·lència en rodatge, 1997.
- American Choreography Awards: American Choreography Award d'assoliment excel·lent en llargmetratge, Pablo Verón; 1998.

Candidatures
- Acadèmia Britànica de les Arts Cinematogràfiques i de la Televisió: Premi BAFTA, Millor Pel·lícula, no enidioma anglès, 1998.